# Anicio Acilio Aginazio Fausto
Anicio Acilio Aginazio Fausto (latino: Anicius Acilius Aginatius Faustus; fl. 483) è stato un politico romano.
Fausto era imparentato con due delle più nobili famiglie romane del V secolo, gli Anicii e gli Acilii. Nel 483 fu eletto console; la sua prefettura urbana e la prefettura dell'annona sono attestate da un'iscrizione che celebra la riparazione del simulacrum Minerbae, danneggiato da un incendio durante un tumulto, forse il sacco di Roma da parte di Ricimero.

### Fonti primarie
- CIL VI, 526

### Fonti secondarie
- Gregorovius, Ferdinand, Geschichte der Stadt Rom im Mittelalter, tomo 1.